# ميروين غراهام
ميروين غراهام (بالإنجليزية: Merwin Graham)‏ هو منافس ألعاب قوى أمريكي، ولد في 4 مارس 1903، وتوفي في 24 يناير 1989.

## وصلات خارجية
- ميروين غراهام على موقع أوليمبيديا (الإنجليزية)